# Кшивиця (Мінський повіт)
Кшивиця (пол. Krzywica) — село в Польщі, у гміні Сенниця Мінського повіту Мазовецького воєводства.
Населення — 77 осіб (2011).
У 1975-1998 роках село належало до Седлецького воєводства.

## Демографія
Демографічна структура станом на 31 березня 2011 року:
|          | Загалом | Допрацездатний вік | Працездатний вік | Постпрацездатний вік |
| -------- | ------- | ------------------ | ---------------- | -------------------- |
| Чоловіки | 44      | 8                  | 30               | 6                    |
| Жінки    | 33      | 5                  | 16               | 12                   |
| Разом    | 77      | 13                 | 46               | 18                   |